# 2023年のアメリカ合衆国の債務上限危機
この記事では2023年のアメリカ合衆国の債務上限危機について記述する。
2023年1月19日、アメリカ合衆国において国債の債務上限に達して債務上限危機が始まった。これを受けて、財務長官のジャネット・イエレンは、「非常措置」の検討を始めた。この危機は、連邦政府の歳出と米国政府が負う国家債務に関する議会内の政治的議論の一部である。
2013年の政治的対立以降、債務上限は2021年12月まで何度も引き上げられてきたが、いずれも予算上の前提条件が付けられていない 。2023年の行き詰まりで、共和党は債務上限引き上げの前提条件として大幅な歳出削減を要求し、民主党はドナルド・トランプ政権で上限を3回引き上げた事例を示して、前提条件のない「クリーン法案」を主張した。
ウェルズ・ファーゴのレポートによると、議会が債務上限を引き上げなければ、政府は7月上旬から9月上旬にかけて債務不履行に陥り始める 。この場合、財務省は国債保有者への支払いを停止するか、議会により完全には保証されていないさまざまな企業や個人への資金の支払いを直ちに削減しなければならない。どちらの状況も、世界経済のメルトダウンにつながると予想される 。
さらに、連邦政府が新たな国債を発行できなかった場合、合計でアメリカ経済の規模の5% に相当する予算削減を強いられることになる 。
2023年3月、複数の経済学者がムーディーズ・アナリティックスで、x-date (債務不履行の日付) が 2023年8月18日前後になるという見積りを表明した。彼らはそれ以前に債務上限が引き上げられると予想しているが、そうしなければ破滅的な結果になると警告した。
2023年5月1日にジャネット・イエレンは、アメリカ合衆国が2023年6月1日までに債務不履行に陥る可能性があると警告した。
同年5月27日、ジョー・バイデン大統領と共和党のケビン・マッカーシー下院議長が債務上限の引き上げで基本合意した。その後、債務上限の効力を一時的に停止する法案が上下両院で与野党の賛成多数で可決され、6月3日にバイデン大統領がこの法案に署名した。これにより法案は成立し、債務不履行は回避された。